# Колаутти, Роберто
Роберто Дамиан Колаутти (ивр. רוברטו דמיאן קולאוטי‎, исп. Roberto Damián Colautti; родился 24 мая 1982 в Лосаде, провинция Кордова, Аргентина) — израильский футболист аргентинского происхождения, нападающий. Выступал за сборную Израиля.

## Личная жизнь
В марте 2006 года Колаутти женился на своей израильской подруге, Элвит Штраус, что позволило ему получить израильское гражданство и играть за сборную Израиля по футболу.

## Клубная карьера

### Маккаби Хайфа
Колаутти присоединился к израильской команде «Маккаби Хайфа» из «Бока Хуниорс» в 2004 году. В свой первый сезон он стал лучшим бомбардиром Чемпионата Израиля 2004/05 с 19 голами в 30 матчах и стал чемпионом Израиля. В сезоне 2005/06 Колаутти занял второе место в списке лучших бомбардиров лиги с 13 голами в 28 матчах, успешно защитив титул. В 2005/06 он выиграл Кубок Тото. В сезоне 2006/07 Колаутти забил семь раз в 32 матчах, в итоге клуб завершил сезон на пятом месте.
В первом раунде Кубка УЕФА 2006/07 Роберто Колаутти забил третий гол «Маккаби Хайфа» в ворота «Литекса», принеся израильской команде победу по сумме двух матчей со счётом 4:2. Затем на групповом этапе Колаутти принёс победу 3:1 над французским «Осером», забив третий гол израильтян на 58-й минуте. Одним из самых важных голов Колаутти в «Маккаби Хайфа» стал его гол головой в самом конце компенсированного времени, на 93-й минуте в гостевом матче против «Ливорно», лишивший итальянский клуб победы. Гол на 14-й минуте в ответном матче 1/16 финала против ЦСКА принёс победу израильской команде, так как первый матч во Владикавказе завершился со счётом 0:0.
За «Маккаби Хайфа» Колаутти сыграл 90 матчей в чемпионате, забив 39 голов. С клубом он выиграл два чемпионских титула и дошёл до 1/8 финала Кубка УЕФА.

### Боруссия Мёнхенгладбах
1 августа 2007 года он перешёл «Боруссии Мёнхенгладбах» из Второй Бундеслиги. Большую часть сезона Колаутти провёл «в лазарете». Однако, ему удалось забить 3 гола в 10 матчах. «Боруссия» финишировала первой, выйдя в чемпионат Германии.
Второй сезон Колаутти снова был прерван травмами, и он сыграл в 24 матчах Бундеслиги из возможных 34, выйдя в стартовом составе всего в десяти играх. 10 мая 2009 года он забил гол «Шальке-04» на 90-й минуте, принеся ценную победу 1:0. Это был единственный гол израильского форварда в том сезоне; хотя он и забил два гола в победном матче с «ВФБ Фихте Билефельд» в розыгрыше Кубка Германии. Эти поздние голы сыграли важную роль в том, что «Боруссия» закрепилась в чемпионате, так как клуб финишировал на одну строчку выше зоны стыковых матчей за сохранение места в чемпионате и в двух очках от «Карлсруэ», который вылетел из чемпионата.

### Маккаби Тель-Авив
29 марта 2010 года он подписал контракт с «ФК Маккаби Тель-Авив», вернувшись в чемпионат Израиля. 1 августа 2010 года Колаутти забил свой первый гол за «Маккаби» в победном матче Кубка Тото над «Маккаби Нетания». Всего в чемпионате Колаутти удалось забить девятнадцать голов за «Маккаби».

### Анортосис Фамагуста
28 июня 2013 года Колаутти подписал контракт на один год с «Анортосисом».

## Карьера в сборной
2 сентября 2006 года Колаутти дебютировал за сборную Израиля по футболу, получив разрешение от ФИФА за два дня до матча. В этом же матче состоялся его дебютный гол за Израиль на 9-й минуте, который принёс победу над Эстонией со счётом 1:0 в Таллинне, Эстония. Он забил дубль Хорватии и в дальнейшем поразил ворота Андорры, Македонии и Эстонии в ответном матче. Все его голы пришлись на отборочный турнир Израиля на Евро-2008; в своих первых семи матчах он смог забить шесть голов за сборную.

### Голы за сборную Израиля
| #   | Дата            | Место                                                  | Противник | Счёт | Результат | Соревнование                             |
| --- | --------------- | ------------------------------------------------------ | --------- | ---- | --------- | ---------------------------------------- |
| 01. | 2 сентября 2006 | А Ле Кок Арена, Таллинн, Эстония                       | Эстония   | 0:1  | 0:1       | Чемпионат Европы 2008, отборочный турнир |
| 02. | 15 ноября 2006  | Рамат-Ган, Рамат-Ган, Израиль                          | Хорватия  | 1:0  | 3:4       | Чемпионат Европы 2008, отборочный турнир |
| 03. | 15 ноября 2006  | Рамат-Ган, Рамат-Ган, Израиль                          | Хорватия  | 3:4  | 3:4       | Чемпионат Европы 2008, отборочный турнир |
| 04. | 28 марта 2007   | Рамат-Ган, Рамат-Ган, Израиль                          | Эстония   | 2:0  | 4:0       | Чемпионат Европы 2008, отборочный турнир |
| 05. | 2 июня 2007     | Стадион Скопье, Скопье, Македония                      | Македония | 1:2  | 1:2       | Чемпионат Европы 2008, отборочный турнир |
| 06. | 6 июня 2007     | Комуналь д'Андорра-ла-Велья, Андорра-ла-Велья, Андорра | Андорра   | 0:2  | 0:2       | Чемпионат Европы 2008, отборочный турнир |

## Достижения
Командные
- Маккаби Хайфа
  - Чемпион Израиля (2): 2004/05, 2005/06
  - Кубок Тото (1): 2005/06
- Маккаби Тель-Авив
  - Чемпион Израиля (1): 2012/13
- Боруссия Мёнхенгладбах
  - Вторая Бундеслига (1): 2007/08

Индивидуальные
- Лучший бомбардир чемпионата Израиля 2004/2005 (19 голов)